# Lambadalstindur
Lambadalstindur är en bergstopp i republiken Island. Den ligger i regionen Austurland, 400 km öster om huvudstaden Reykjavík. Toppen på Lambadalstindur är 902 meter över havet.
Trakten runt Lambadalstindur är nära nog obefolkad, med mindre än två invånare per kvadratkilometer. Närmaste större samhälle är Reyðarfjörður, omkring 10 kilometer norr om Lambadalstindur. Trakten runt Lambadalstindur består i huvudsak av gräsmarker.